# Jürgen B. Donges
Jürgen Bernhard Donges Tomczak (Sevilla, España, 24 de octubre de 1940-Colonia, Alemania, 25 de junio de 2021) fue un economista alemán. Fue profesor emérito de economía política en la Universidad de Colonia y miembro del Consejo Alemán de Expertos Económicos.

## Biografía
Donges se diplomó en Economía por la Universidad de Saarland, en Saarbrücken, en 1966. En 1969, se doctoró en Economía también por la Universidad de Saarland. Ese año empezó como profesor en el Instituto Kiel para la Economía Mundial, en el que obtuvo un puesto definitivo en 1979.

## Trayectoria
En 1989, Donges se trasladó a la Universidad de Colonia. Tres años más tarde fue nombrado miembro del Consejo alemán de Expertos Económicos, que presidió en el período 2000-2002. Considerado un economista liberal, partidario de la ordoliberal economic policy, Donges fue también miembro de la Iniciative Neue Soziale Marktwirtschaft.

## Polémicas
En una conferencia en Madrid, en plena crisis del euro, reconoció que él no era partidario de la moneda europea, el euro. Y así se lo recomendó a Helmut Kohl. "Si me hubiera hecho caso no habría habido ninguna crisis del euro, por la sencilla razón de que no había necesidad de crear una moneda única".